# Commerce City
Commerce City è una città degli Stati Uniti d'America, situata nella Contea di Adams (Colorado), nello Stato del Colorado. Nel 2005 la popolazione era stimata in 34.189 abitanti.